# Valeriu Traian Frențiu

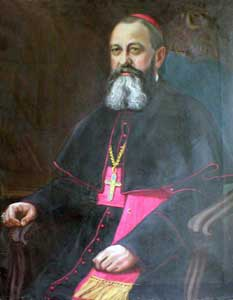
Bischof Valeriu Traian Frenţiu

Valeriu Traian Frențiu (* 25. August 1875 in Reșița, Österreich-Ungarn; † 11. Juli 1952 in Sighet, Rumänien) war Bischof von Oradea Mare (Großwardein) der Rumänischen griechisch-katholischen Kirche.

## Leben
Valeriu Traian Frențiu, der Sohn des Priesters Joachim Frențiu und seiner Frau Rozalia, besuchte die Grundschule seines Heimatorts und das Gymnasium. Er studierte Theologie in Budapest und wurde am 28. September 1898 zum Priester geweiht. Er promovierte im Jahr 1902 zum Doktor der Theologie. Von 1904 bis 1912 war er in der Gemeinde als Pfarrer tätig.
Am 14. Dezember 1912 wurde er zum Bischof von Lugoj ernannt, konsekriert wurde er am 14. Januar 1913. Er widmete sich der Priesterausbildung und errichtete ein Priesterseminar in Lugoj. Am 25. Februar 1922 wurde er zum Bischof von Oradea Mare ernannt.
Nach dem Tode von Erzbischof Alexandru Nicolescu wurde er 1941 Apostolischer Administrator des Erzbistums Făgăraș und Alba Iulia. 1947 kehrte er in sein Bistum Oradea Mare zurück. 
Am 28. Oktober 1948 wurde er verhaftet und im Lager Dragoslavele interniert, im Februar 1949 bekam er Isolationshaft im Kloster Căldărușani. 1950 kam er in das Gefängnis Sighet, wo er am 11. Juli 1952 an den Folgen von Hunger und Unterernährung starb. Er wurde noch in der Nacht ohne Sarg in einem Massengrab auf dem Friedhof der Armen begraben.

## Seligsprechungsverfahren
Für Valeriu Traian Frențiu wurde das Verfahren zur Seligsprechung eingeleitet. In dessen Verlauf erkannte Papst Franziskus am 19. März 2019 das Martyrium Frențius und sechs weiterer in der kommunistischen Kirchenverfolgung umgekommener Bischöfe als Voraussetzung für die Seligsprechung an. Der Papst selbst sprach ihn am 2. Juni 2019 in Blaj selig.